# Phép thuật trắng

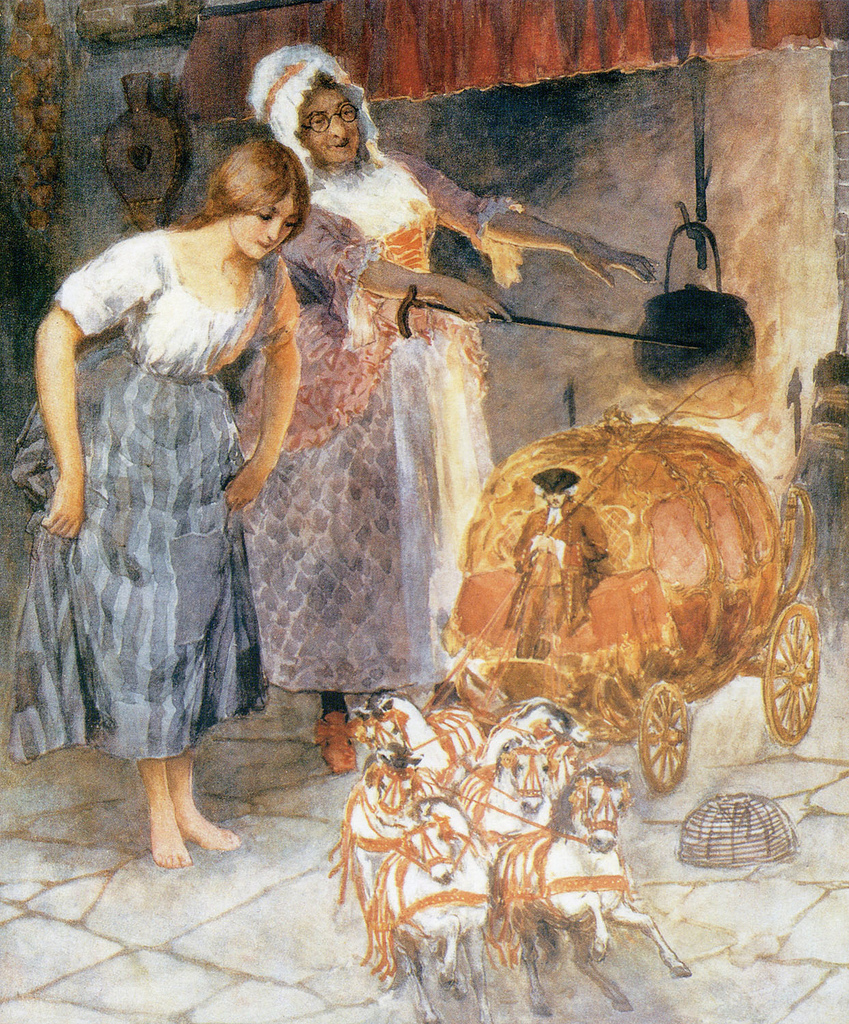
Một bà Tiên đỡ đầu đang dùng phép thuật trắng giúp đỡ Lọ Lem

Ma thuật trắng (tiếng Anh: white magic) hoặc phép thuật chân chính (bright magic) là một loại sức mạnh được nhận từ thiên nhiên và sử dụng các nguồn năng lượng tích cực. Các phù thủy trắng (white witch) và Wicca tập luyện thực hành ma thuật trắng để giúp đỡ, chữa bệnh và ban phúc cho người khác. Ma thuật trắng trái ngược với phép thuật đen.